# Roos Vermeij
Roos Vermeij (Den Haag, 28 de marzo de 1968) es una política neerlandesa que actualmente ocupa un escaño en la Segunda Cámara de los Estados Generales para el período legislativo 2012-2017 por el Partido del Trabajo (Partij van de Arbeid).
Fue Secretaria del Centro de Gobierno Local de la Fundación Wiardi Beckman entre 1997 y 2000, además de asumir el rol de directora de campaña para las elecciones de los consejos municipales en 1998. Es parte de la Cámara Baja desde el 30 de noviembre de 2006, siendo reelecta sucesivamente en los procesos de 2010 y 2012. Dentro de su labor parlamentaria forma parte de los comités de Asuntos Económicos; Educación, Cultura y Ciencia; Finanzas; Vivienda y Servicios Unido; Asuntos Sociales y Empleo; entre otros.